# Collège pontifical croate Saint-Jérôme
Le Collège pontifical croate Saint-Jérôme (en italien, Pontificio Collegio Croato di San Girolamo) est un collège pontifical catholique de Rome, destiné à la scolarisation et à l'hébergement des séminaristes et prêtres d'origine croate. Il dispose d'une chapelle. 
Il est nommé d'après saint Jérôme. Depuis la création du collège moderne, en 1901, il a formé 311 séminaristes et religieux.